# Villenave-d'Ornon
Villenave-d'Ornon là một xã trong tỉnh Gironde, thuộc vùng Nouvelle-Aquitaine của nước Pháp, có dân số là 27.500 người (thời điểm 1999). Villenave-d'Ornon là một nơi trồng nho trong vùng trồng nho Graves.

## Nhân khẩu học
| 1962  | 1968  | 1975  | 1982  | 1990  | 1999  |
| ----- | ----- | ----- | ----- | ----- | ----- |
| 13401 | 21263 | 22975 | 21073 | 25609 | 27500 |